# Ivanhoe (ort i Australien, New South Wales)
Ivanhoe är en ort i Australien. Den ligger i kommunen Central Darling och delstaten New South Wales, i den sydöstra delen av landet, omkring 650 kilometer väster om delstatshuvudstaden Sydney. Antalet invånare är 402.
Trakten runt Ivanhoe är nära nog obefolkad, med mindre än två invånare per kvadratkilometer..
Omgivningarna runt Ivanhoe är i huvudsak ett öppet busklandskap. Genomsnittlig årsnederbörd är 361 millimeter. Den regnigaste månaden är februari, med i genomsnitt 105 mm nederbörd, och den torraste är oktober, med 1 mm nederbörd.